# Pat Hoed
Pat Hoed (Hollywood, 3 settembre 1962) è un cantante, conduttore radiofonico e commentatore di wrestling professionistico statunitense.
Ha cantato con gli pseudonimi di Fantasma (attualmente seconda voce dal vivo e bassista in studio dei Brujeria), Larry Riviera (commentatore di colore della Xtreme Pro Wrestling) e Adam Bomb (DJ nel Final Countdown, uno show radiofonico di musica hardcore dal 1983 al 1990). È anche stato per un breve periodo il bassista della band skate punk Down by Law.

## Discografia
- Brujeria - Matando Güeros (1993) - Backing Vocal/Bass
- Brujeria - Raza Odiada (1995) - Backing Vocal/Bass
- Brujeria - Brujerizmo (2000) - Backing Vocal/Bass
- Asesino - Corridos de muerte (2002) - Narratore/interprete del video dei Brujeria

## Videografia
- Best of Deathmatch Wrestling, Vol. 1 - Mexican Hardcore
- Desperados del Ring, Vol. 1
- Desperados del Ring, Vol. 2
- Desperados del Ring, Vol. 3
- XPW After the Fall
- XPW Baptized in Blood
- XPW Baptized in Blood 2
- XPW Best of the Black Army
- XPW Blown to Hell
- XPW Damage Inc.
- XPW Go Funk Yourself
- XPW The Revolution Will Be Televised